# Невестино (община)
Вижте пояснителната страница за други значения на Невестино.
Община Невестино се намира в Югозападна България и е една от съставните общини на област Кюстендил.

## География

### Географско положение, граници, големина
Общината е разположена в южната част на област Кюстендил. С площта си от 439,686 km2 заема 2‑ро място сред 9‑те общини на областта, което съставлява 14,41% от територията на областта. Границите ѝ са следните:
- на северозапад – община Кюстендил;
- на североизток – община Бобов дол;
- на изток – община Бобошево и община Кочериново;
- на югоизток – община Благоевград, област Благоевград;
- на югозапад – Северна Македония.

### Природни ресурси

#### Релеф
Релефът на община Невестино е твърде разнообразен – от равнинен, през ниско- до средно планински.
Северната част на общината (около 10% от територията ѝ) се заема от крайните югоизточни, най-ниски части на равната и плодородна Кюстендилската котловина. Останалите около 90% от територията ѝ са планински. Тук се простират части от две планини. Районите на запад от долината на река Елешница (десен приток на Струма) и десният ѝ приток Речица (Ваксевска река) до границите с община Кюстендил и Северна Македония се заемат от югоизточните части на Осоговска планина. Тук, югозападно от село Чеканец, на границата със Северна Македония се издига най-високата точка на общината – връх Шамска чука (1680 m).
На изток от долините на реките Елешница и Речица (Ваксевска река), до границата с общините Бобошево, Кочериново и Благоевград се простират крайните северни части на Влахина планина с връх Ямата (1318 m), разположен югоизточно от село Църварица. Северната част на Влахина планина се нарича Руен планина с връх Руен (1134 m).
Районът югоизточно от Кюстендилската котловина и източно от Скринския пролом, в землището на село Мърводол се заема от крайните югозападни части на Поглед планина (част от Конявска планина) с максимална височина връх Дебели рът (839 m).

#### Води
Най-голямата река в община Невестино е река Струма, която протича през нея от северозапад на югоизток с част от горното си течение. Тя преминава през крайните югоизточни части на Кюстендилската котловина, след което навлиза в красивия Скрински пролом и източно от село Пастух напуска пределите на общината. На това място е и най-ниската точка на община Невестино – 420 m н.в.
Ако река Струма е най-голямата река на общината, то нейна основна водна артерия е десният ѝ приток река Елешница. Тя навлиза в общината северозападно от село Чеканец и тече на югоизток, а след село Раково – на североизток в дълбока долина. При село Ваксево получава най-големият си приток река Речица (Ваксевска река), завива на север, където служи за граница между Осоговска планина и Поглед планина и при село Четирци се влива отдясно в Струма. Друга по-голяма река е река Гращица, която протича с цялото си течение (20 km) през общината и се влива също отдясно в Струма северозападно от общинския център Невестино.
В най-южната част на общината, в землището на село Църварица са изворите и най-горното течение на друг десен приток на Струма – река Копривен.

## Население

### Етнически състав (2011)
Численост и дял на етническите групи според преброяването на населението през 2011 г.:
|                     | Численост | Дял (в %) |
| Общо                | 2821      | 100,00    |
| Българи             | 2766      | 98,05     |
| Турци               | 2         | 0,07      |
| Цигани              | 12        | 0,43      |
| Други               | 5         | 0,18      |
| Не се самоопределят | 4         | 0,14      |
| Неотговорили        | 32        | 1,13      |

### Населени места
Общината има 23 населени места и над 300 махали с общо население 1824 души към 7 септември 2021 г.
| Населено място  | Население (2021 г.) | Площ на землището km2 | Забележка (старо име) | Населено място    | Население (2021 г.) | Площ на землището km2 | Забележка (старо име)           |
| --------------- | ------------------- | --------------------- | --------------------- | ----------------- | ------------------- | --------------------- | ------------------------------- |
| Ваксево         | 284                 | 44,715                |                       | Неделкова Гращица | 88                  | 8,368                 |                                 |
| Ветрен          | 5                   | 20,975                |                       | Пастух            | 44                  | 9,982                 |                                 |
| Длъхчево-Сабляр | 4                   | 6,697                 |                       | Пелатиково        | 78                  | 28,303                |                                 |
| Долна Козница   | 26                  | 9,671                 |                       | Раково            | 7                   | 51,001                |                                 |
| Друмохар        | 131                 | 13,587                |                       | Рашка Гращица     | 114                 | 11,866                |                                 |
| Еремия          | 76                  | 21,686                |                       | Смоличано         | 30                  | 10,500                |                                 |
| Згурово         | 49                  | 8,006                 |                       | Страдалово        | 18                  | 28,461                |                                 |
| Илия            | 21                  | 15,625                |                       | Тишаново          | 25                  | 32,708                |                                 |
| Кадровица       | 22                  | 11,890                | Кадревица             | Църварица         | 14                  | 41,137                |                                 |
| Лиляч           | 134                 | 17,940                |                       | Чеканец           | -                   | 11,964                |                                 |
| Мърводол        | 39                  | 11,883                |                       | Четирци           | 103                 | 16,000                |                                 |
| Невестино       | 512                 | 6,721                 |                       | ОБЩО              | 1824                | 439,686               | няма населени места без землища |

## Административно-териториални промени
- между 1926 и 1934 г. – населените местности Копривлен и Ново село (от с. Фролош) са признати за отделни населени места – м. Копривлен и м. Ново село без административен акт;
- Указ № 500/обн. 18.10.1930 г. – признава н.м. Кадин мост за отделно населено място – м. Кадин мост;
- Указ № 317/обн. 13.12.1955 г. – признава н.м. Кумбаска за отделно населено място – м. Кумбаска;

– заличава м. Кадин мост и я присъединява като квартал на с. Невестино;
– заличава с. Койно и го присъединява като квартал на с. Ваксево;
- Указ № 960/обн. 4 януари 1966 г. – осъвременява името на с. Кадревица на с. Кадровица;
- Указ № 757/обн. 08.05.1971 г. – заличава махалите Копривлен и Ново село и ги присъединява като квартали на с. Църварица;

– заличава м. Кумбаска и я присъединява като квартал на с. Ваксево.

## Транспорт
През общината преминават изцяло или частично 6 пътя от Републиканската пътна мрежа на България с обща дължина 109,7 km:
- участък от 12,9 km от Републикански път II-62 (от km 10,4 до km 23,3);
- последният участък от 12,2 km от Републикански път III-104 (от km 15,9 до km 28,1);
- началният участък от 1,4 km от Републикански път III-621 (от km 0 до km 1,4);
- целият участък от 30,1 km от Републикански път III-622;
- началният участък от 19,5 km от Републикански път III-6222 (от km 0 до km 19,5);
- началният участък от 33,6 km от Републикански път III-6224 (от km 0 до km 33,6).

## Топографска карта
- Лист от карта K-34-70. Мащаб: 1 : 100 000.